# 田中和男
田中 和男（たなか かずお、1938年10月31日- ）は、岐阜県出身の元プロ野球選手（一塁手）。実兄に武智文雄、田中照雄がいる。

## 経歴
岐阜県立岐阜商業高等学校では、1956年に1年下の左腕エース清沢忠彦と投の二本柱を組み春夏の甲子園に出場、一塁手としても活躍した。春の選抜では2回戦で鹿児島玉龍高の五代友和と投げ合い完封勝ち。準決勝でも八戸高を相手に先発、清沢との継投で勝ち進む。決勝は清沢と中京商の安井勝の投げ合いとなるが、完封負けを喫し準優勝にとどまった。同年夏の甲子園は準々決勝で先発、清沢につなぎ済々黌高に延長12回裏サヨナラ勝ち。決勝に進み平安高と対戦。先発の清沢との継投で接戦に持ち込むが、平安高のエース岩井喜治（明大－日立製作所）に要所を抑えられ2-3で惜敗。
卒業後は法政大学に進学。東京六大学野球リーグでは、1959年春季リーグから島田幸雄の後継として一塁手のレギュラーとなる。同期のエース山崎正之の好投もあり1960年春季リーグで優勝。同年の全日本大学野球選手権大会でも決勝で同志社大を破り初優勝を飾る。山崎以外の大学同期に捕手の鈴木孝雄、外野手の山本一義がいる。
1961年に東映フライヤーズに入団。しかし出場機会に恵まれず1962年限りで退団。

## 詳細情報

### 年度別打撃成績
| 年 度     | 球 団     | 試 合 | 打 席 | 打 数 | 得 点 | 安 打 | 二 塁 打 | 三 塁 打 | 本 塁 打 | 塁 打 | 打 点 | 盗 塁 | 盗 塁 死 | 犠 打 | 犠 飛 | 四 球 | 敬 遠 | 死 球 | 三 振 | 併 殺 打 | 打 率 | 出 塁 率 | 長 打 率 | O P S |
| --------- | --------- | ----- | ----- | ----- | ----- | ----- | -------- | -------- | -------- | ----- | ----- | ----- | -------- | ----- | ----- | ----- | ----- | ----- | ----- | -------- | ----- | -------- | -------- | ----- |
| 1961      | 東映      | 1     | 1     | 1     | 0     | 0     | 0        | 0        | 0        | 0     | 0     | 0     | 0        | 0     | 0     | 0     | 0     | 0     | 1     | 0        | .000  | .000     | .000     | .000  |
| 通算：1年 | 通算：1年 | 1     | 1     | 1     | 0     | 0     | 0        | 0        | 0        | 0     | 0     | 0     | 0        | 0     | 0     | 0     | 0     | 0     | 1     | 0        | .000  | .000     | .000     | .000  |

### 背番号
- 25 （1961年）
- 37 （1962年）